# Eumyrmococcus maninjauensis
Eumyrmococcus maninjauensis är en insektsart som beskrevs av Williams 1998. Eumyrmococcus maninjauensis ingår i släktet Eumyrmococcus och familjen ullsköldlöss. Inga underarter finns listade i Catalogue of Life.